# マルディグラ
マルディグラ（仏: Mardi gras）とは、フランス語で「肥沃な火曜日」の意で、謝肉祭の最終日、灰の水曜日の前日を意味する。英語では「告解火曜日」「懺悔の火曜日」「パンケーキ・デイ」を意味する「シュローブ・チューズデイ」が相当する。

## 開催日
マルディグラの日は、2月03日から3月09日の間の、各年の復活祭の日に影響を受ける移動祝祭日である。近年のマルディグラの日は以下の通り。
- 2008年02月05日
- 2009年02月24日
- 2010年02月16日
- 2011年03月08日
- 2012年02月21日
- 2013年02月12日
- 2014年03月04日
- 2015年02月17日
- 2016年02月09日
- 2017年02月28日
- 2018年02月13日
- 2019年03月05日
- 2020年02月25日
- 2021年02月16日
- 2022年03月01日
- 2023年02月21日
- 2024年02月13日
- 2025年03月04日
- 2026年02月17日
- 2027年02月09日
- 2028年02月29日
- 2029年02月13日
- 2030年03月05日
- 2031年02月25日
- 2032年02月10日
- 2033年03月01日

## 開催場所

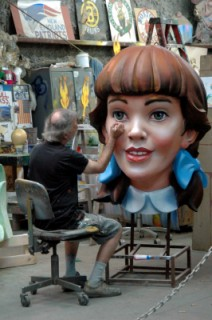
フロートを制作中（ニューオリンズにて）

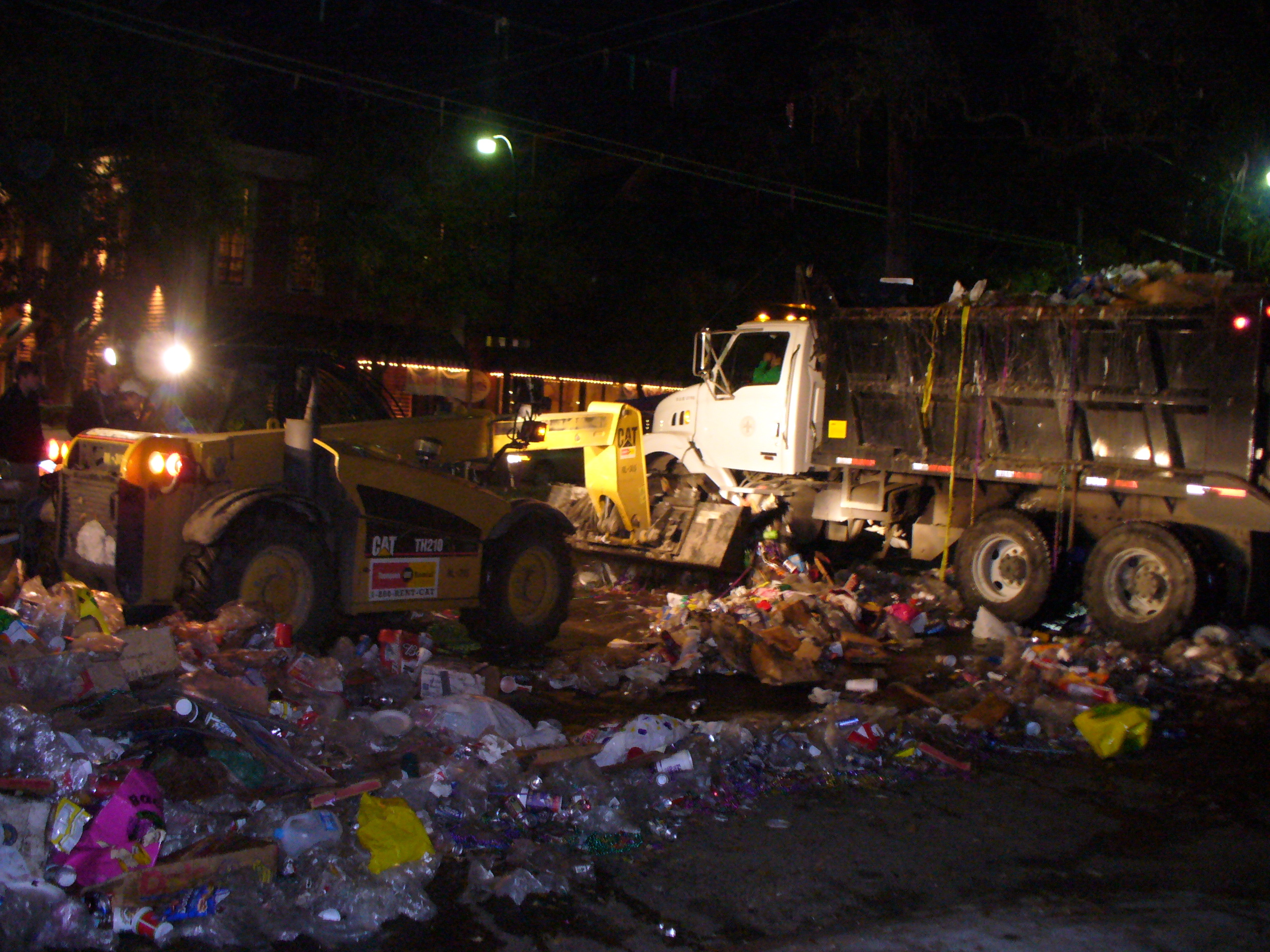
Mardi Gras 2007におけるゴミの清掃

カトリック教会などの西方キリスト教における四旬節の前に行われる祝賀であるため、アメリカ合衆国南部（ルイジアナ州全般、アラバマ州、テキサス州、フロリダ州など）や、カリブ海の多くの国、南アメリカ、ベルギーなどヨーロッパ各地で行われている。ニューオーリンズ（アメリカ合衆国）のニューオーリンズ・マルディグラが有名だが、今は宗教色は消えパレードや音楽が中心の祭りになっている。その規模は、リオのカーニバルと同じく世界の主要カーニバルのひとつに数えられる。

### ニューオーリンズ・マルディグラ
マルディグラの日を最終日とする11日間の祭りの間は、マルディグラ・カラーと呼ばれる紫・金・緑の三色に町中が染まる。紫は正義、金は権力、緑は運命の象徴である。フロートと呼ばれる巨大な山車から、マルディグラ・カラーのビーズを大量に投げ、それを人々が競って受け止める。
また、近年主に女性観光客が胸をあらわにしてより多くのビーズを得ようと競う風習が生まれ、その様子を撮影しようとする人々が多く訪れるため祭りの期間にニューオリンズを訪れる観光客が増加した。経済的には街は恩恵を受けるが、観光客の急増に伴い治安の悪化やゴミの問題等も増加している。
2005年のハリケーン・カトリーナの影響により、伝統的に祭りを支えて来た地元住民の人口流出が起き、パレードの規模が縮小される等、被災の影響が垣間見られる。